# Lista episoadelor din Teoria Big Bang (sezonul 1)
Aceasta este o listă de episoade din Teoria Big Bang, sezonul 1:
| Nr.ep. total# | Nr.ep. sezon# | Titlu                              | Regia            | Scenariu                                                                 | Premiera           | Cod produs | Audiție (mil.) |
| ------------- | ------------- | ---------------------------------- | ---------------- | ------------------------------------------------------------------------ | ------------------ | ---------- | -------------- |
| 1             | 1             | Pilot                              | James Burrows    | Chuck Lorre & Bill Prady                                                 | 24 septembrie 2007 | 276023     | 9.52           |
| 2             | 2             | The Big Bran Hypothesis            | Mark Cendrowski  | Scenariu: Robert Cohen & Dave Goetsch Povestea: Chuck Lorre & Bill Prady | 1 octombrie 2007   | 3T6601     | 8.58           |
| 3             | 3             | The Fuzzy Boots Corollary          | Mark Cendrowski  | Scenariu: Bill Prady & Steven Molaro Povestea: Chuck Lorre               | 8 octombrie 2007   | 3T6602     | 8.36           |
| 4             | 4             | The Luminous Fish Effect           | Mark Cendrowski  | Scenariu: David Litt & Lee Aronsohn Povestea: Chuck Lorre & Bill Prady   | 15 octombrie 2007  | 3T6603     | 8.15           |
| 5             | 5             | The Hamburger Postulate            | Andrew D. Weyman | Scenariu: Dave Goetsch & Steven Molaro Poveste: Jennifer Glickman        | 22 octombrie 2007  | 3T6604     | 8.81           |
| 6             | 6             | The Middle Earth Paradigm          | Mark Cendrowski  | Teleplay: David Litt & Robert Cohen Story: Dave Goetsch                  | 29 octombrie 2007  | 3T6605     | 8.92           |
| 7             | 7             | The Dumpling Paradox               |                  |                                                                          |                    |            |                |
| 8             | 8             | The Grasshopper Experiment         |                  |                                                                          |                    |            |                |
| 9             | 9             | The Cooper-Hofstadter Polarization |                  |                                                                          |                    |            |                |
| 10            | 10            | The Loobenfeld Decay               |                  |                                                                          |                    |            |                |
| 11            | 11            | The Pancake Batter Anomaly         |                  |                                                                          |                    |            |                |
| 12            | 12            | The Jerusalem Duality              |                  |                                                                          |                    |            |                |
| 13            | 13            | The Bat Jar Conjecture             |                  |                                                                          |                    |            |                |
| 14            | 14            | The Nerdvana Annihilation          |                  |                                                                          |                    |            |                |
| 15            | 15            | The Pork Chop Indeterminacy        |                  |                                                                          |                    |            |                |
| 16            | 16            | The Peanut Reaction                |                  |                                                                          |                    |            |                |
| 17            | 17            | The Tangerine Factor               |                  |                                                                          |                    |            |                |